# Termitococcus aster
Termitococcus aster är en insektsart som beskrevs av Filippo Silvestri 1901. Termitococcus aster ingår i släktet Termitococcus och familjen pärlsköldlöss.
Artens utbredningsområde är Paraguay. Inga underarter finns listade i Catalogue of Life.